# Römnitz
Römnitz je općina u njemačkoj pokrajini Schleswig-Holsteinu, okrug Vojvodstvo Lauenburg. 

## Vanjske poveznice
- Službena stranica (njem.)